# 楽田町
楽田町（がくでんちょう）は、岐阜県大垣市の地名。現行行政町名は楽田町一丁目から楽田町八丁目。

## 地理
大垣市北部に位置する。楽田町は、北部や東部に水田が西南部には農業集落があり、南部を通る国道21号を中心に住宅や店舗が立ち並んでいる。また、町の東側に「浄土真宗本願寺派林雙寺 浄土宗智光庵」西側に「真宗大谷派宗休寺 浄土宗薬師院」、中央に「八幡神社」があり、年間を通じて多くの行事や法要が行われている。

## 歴史
楽田町は揖斐川等の河川の氾濫によって何度も水害に見舞われた過去があり、町内を散策すると到る所に垣根が存在し当時の面影を残している。尚、今日では、過去の水害を教訓に治水対策が十分になされているため、町内での大規模な水害は発生していない。

### 地名の由来
「楽田」という地名が登場する最古の記録は、鎌倉期の東大寺文書だと言われており、その中で「楽田郷って、東大寺の法要のときに楽奏する費用を受け持つ村やろ」「そうや、それでここは大井荘の出郷やったわ」「きっと平安のころから、ここは楽田郷やったろうな」と記されており、この場所が「美濃国大井荘内楽田郷」として知られ、東大寺の楽奏を支えたとされている。

### 沿革
- 1272年（文永9年）美濃国大井荘内楽田郷となる。
- 1488年（長享2年）美濃国梁瀬郷内楽田村となる。
- 1613年（慶長18年）安八郡楽田村となる。
- 江戸時代初期 楽田町薬師院創建開院。
- 1815年（文化12年）6月、堤防が決壊し大洪水に見舞われる。7月に再入水する。
- 1837年（天保8年）8月、大暴風に見舞われる。
- 1847年（弘化4年）3月、大地震が発生。 4月、大暴風雨に見舞われる。
- 1854年（安政元年）二度の大地震発生し、重なって水害に見舞われる。
- 1857年（安政4年）楽田町薬師院本堂が再建される。
- 安政年間 大垣藩で疫病が大流行し、村の行事として薬師院にて住民繁昌祈願祭が営まれ、それ以後毎年、病供養が行われる。楽田村地頭職 五藤治
- 1870年（明治3年）9月、暴風雨に見舞われる。
- 1872年（明治5年）楽田村に戸長を置く。楽田村初代戸長 箕浦庄吉 副戸長 小林源十郎
- 1885年（明治18年）7月、大洪水に見舞われる。
- 1888年（明治21年）大洪水に見舞われる。
- 1889年（明治30年）安八郡中川村大字楽田となる。
- 1891年（明治24年）濃飛大震災が発生。楽田村（赤花、坂下）当時103戸、人口491人、被害戸数100戸、全潰70戸、死者3名。
- 1892年（明治25年）大洪水に見舞われる。
- 1896年（明治29年）大洪水に見舞われる。
- 1948年（昭和24年）中川村は合併により大垣市となる。大字楽田区域は楽田町、赤花町、坂下町に分割される。

※鎌倉期から「楽田」と称するが、織豊期には「額田」、江戸期には「学田」と書いた文書も見つかっている。

## 世帯数と人口
2018年（平成30年）10月31日現在の世帯数と人口は以下の通りである。
| 丁目                 | 世帯数  | 人口    |
| -------------------- | ------- | ------- |
| 楽田町一丁目         | 93世帯  | 215人   |
| 楽田町二丁目         | 182世帯 | 453人   |
| 楽田町三丁目         | 228世帯 | 493人   |
| 楽田町四丁目・五丁目 | 29世帯  | 77人    |
| 楽田町六丁目         | 40世帯  | 82人    |
| 楽田町七丁目         | 129世帯 | 337人   |
| 楽田町八丁目         | 75世帯  | 184人   |
| 計                   | 776世帯 | 1,841人 |

## 小・中学校の学区
市立小・中学校に通う場合、学区は以下の通りとなる。
| 丁目         | 番・番地等 | 小学校             | 中学校             |
| ------------ | ---------- | ------------------ | ------------------ |
| 楽田町一丁目 | 全域       | 大垣市立中川小学校 | 大垣市立星和中学校 |
| 楽田町二丁目 | 全域       | 大垣市立中川小学校 | 大垣市立星和中学校 |
| 楽田町三丁目 | 全域       | 大垣市立中川小学校 | 大垣市立星和中学校 |
| 楽田町四丁目 | 全域       | 大垣市立中川小学校 | 大垣市立星和中学校 |
| 楽田町五丁目 | 全域       | 大垣市立中川小学校 | 大垣市立星和中学校 |
| 楽田町六丁目 | 全域       | 大垣市立中川小学校 | 大垣市立星和中学校 |
| 楽田町七丁目 | 全域       | 大垣市立中川小学校 | 大垣市立星和中学校 |
| 楽田町八丁目 | 全域       | 大垣市立中川小学校 | 大垣市立星和中学校 |

## 交通

### バス
- 名阪近鉄バス

### 道路
- 国道21号
- 国道258号

## 施設
- 大垣市立星和中学校
- 林雙寺 - 浄土真宗本願寺派の寺院。
- 智光庵 - 浄土宗の寺院。
- 薬師院 - 浄土宗の寺院。
- 宗休寺 - 真宗大谷派の寺院 浄土宗薬師院」
- 八幡神社

## その他

### 日本郵便
- 郵便番号 : 503-0008[2]（集配局：大垣郵便局[5]）。